# 루이스 드 카몽이스

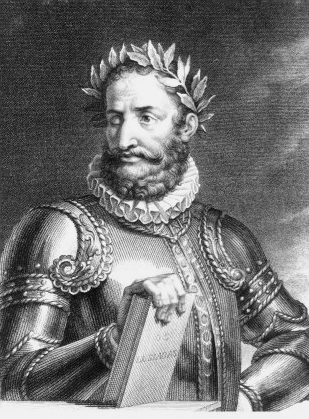
루이스 드 카몽이스

루이스 바스 드 카몽이스(포르투갈어: Luís Vaz de Camões, 1524년 ~ 1580년 6월 10일)는 포르투갈의 시인이다.

## 생애
루이스는 리스본에서 태어났으나 면학(勉學) 때문에 학문의 도시 코임브라에 1542년까지 있었다고 전하고 있다. 동 조앙 3세의 궁정에서 일을 보았는데 1547년 북아프리카의 세우타에서 벌어진 무어인들과의 전투에서 오른쪽 눈을 잃었으며 그 후 고국에 돌아갔는데 1552년 궁정의 한 청년에게 상처를 입혀 체포되었다. 그 이듬해 석방되어 인도에 건너갔다. 그런데 이 투옥 중에 서사시 <우스 루지아다스>(1572) 제1편을 썼다. 고아에서는 각지의 전투에 참가했으며 1558년에 마카오에서 부재자와 사망자의 재산관리인이 되었으며 여기에서 다시 <우스 루지아다스>를 6편으로 완성시켰다. 그러나 직무 태만으로 구속되어 고아에 호송되던 도중, 메콩강(江) 하류에서 조난당했다. 이 때에 <우스 루지아다스>의 초고를 한 손에 쥔 채로 거센 물결을 헤엄쳐 나왔다고 한다. 고아에서는 다시 체포되었으나 1567년 고국을 향해 출발하여 리스본에 도착한 것은 1569년이었고 그 후 3년이 지난 다음 <우스 루지아다스>가 출판되었다. 국왕으로부터 연금을 지급받았지만 극도의 빈곤으로 신병을 앓는 중에 리스본에서 기구한 일생을 마쳤다.

## 작품
그가 불후의 이름을 남기게 된 것은 <우스 루지아다스>로서, 제명은 이베리아반도의 서쪽에 살았던 주신(酒神) 바쿠스의 아들이라고 하는 루조의 자손인 루지다니아 사람, 즉 포르투갈 사람이라는 뜻인 것이다. 인도 항로 발견과 바스쿠 다 가마의 첫 번째 원정을 축(軸)으로 한 극적인 줄거리를 부각시켜 포르투갈의 역사와 신화를 엮어 그 영웅적 위업을 높이 찬양하는 애국적 대서사시이다. 왕년의 대국 포르투갈의 위대함과 작자의 애국심이 전편에 넘쳐흐르고 있으며 11음절의 8연시(聯詩) 10편, 전부 1102절(節)로 되어 있어 포르투갈 국민의 성경이라고도 할 수 있는 정신성을 갖는 문학이다. 서정시는 소네트, 대화체의 목가·비가·6연시·단시 등 여러 형태로 복잡하고도 섬세한 감정을 교묘하게 표현했는데 특히 소네트가 우수하며 <시집>(1595)과 세 개의 희극이 있다.

## 같이 보기
- 시인

## 참고 문헌
- 이 문서에는 다음커뮤니케이션(현 카카오)에서 GFDL 또는 CC-SA 라이선스로 배포한 글로벌 세계대백과사전의 내용을 기초로 작성된 글이 포함되어 있습니다.